# Українська державна льотна академія
Українська державна льотна академія — державний заклад вищої освіти з підвищеною дисциплінарною підготовкою 4-го рівня акредитації, розташований у місті Кропивницький. Суб'єктами навчання є курсанти та студенти державної і контрактної форми навчання.

## Історія
1951 року було засновано Кіровоградське військове авіаційне училище льотчиків далекої авіації, яке у 1960-х роках перейменоване у Вище авіаційне училище льотчиків ВПС. Першим начальником училища став генерал-майор авіації А. Г. Мельников. Впродовж 1960—1978 років училище мало назву Кіровоградська школа вищої льотної підготовки цивільної авіації.
З 1 січня 1971 року на базі штурманського відділення й відділення диспетчерів служби руху Кіровоградської ШВЛП було створено Кіровоградське льотно-штурманське училище цивільної авіації, що проіснувало до 1986 року.
З 1971 року у навчальному закладі працює музей.
З 1978 року на базі школи вищої льотної підготовки цивільної авіації почало функціонувати Кіровоградське вище льотне училище цивільної авіації.
1993 року, Постановою Кабінету Міністрів України, навчальному закладу було надано статус Державної льотної академії України.
Наказом міністерства освіти і науки України № 111 від 22 квітня 1999 року на базі вишу створено Кіровоградське льотне училище.
2011 року згідно розпорядження Кабінету міністрів України, навчальний заклад включено до структури Національного авіаційного університету і йому було присвоєно назву «Кіровоградська льотна академія Національного авіаційного університету».
З 8 лютого 2018 року виш отримав сучасну назву — «Льотна академія Національного авіаційного університету».
13 жовтня 2023 року Національний авіаційний університет було розділено на два ЗВО — державний університет «Київський авіаційний інститут» і Українську державну льотну академію. Таким чином академія знову стала окремим закладом вищої освіти.

## Структура, спеціальності
Виш готує фахівців за 12-ма освітньо-професійними програмами.
До складу ЗВО входять:
- Факультет льотної експлуатації;
- Факультет авіаційного менеджменту;
- Магістратура;
- Аспірантура;
- Кіровоградське льотне училище;
- Авіаційний загін;
- Центр сертифікації льотного персоналу;
- Парк літаків;
- Авіаційно-технічна база;
- Летовища: «Кіровоград», Мала Виска
- Тренажерний центр льотних тренажерів;
- Будинок культури «Авіатор»;
- Медико-санітарна частина;
- Музейний комплекс та ін.

Підготовка аспірантів в ЛА НАУ проводиться за наступними спеціальностями:
- 275 "Транспортні технології (спеціалізація 275.00 «Авіаційний транспорт»;
- 011 «Освітні, педагогічні науки».

## Спеціалізовані Вчені ради по захисту дисертацій
В академії діють спеціалізовані вчені ради по захисту дисертацій:
- спеціальність 05.22.13 «Навігація та управління рухом»;
- спеціальність 13.00.04 «Теорія і методика професійної освіти».

## Керівництво
Начальники ЛА НАУ:
- лютий 2009 — 04.03.2021 — Неділько Сергій Миколайович
- 05.03.2021[6] — 03.09.2021 — Чумак Олександр Олексійович
- 06.09.2021[7] — 28.11.2021 — в.о. Юлдашев Сергій Олексійович
- 29.11.2021 — 05.12.2021 — т.в.о. Озерна Ірина Вікторівна
- 06.12.2021 — 18.04.2022 — т.в.о. Дрезналь Артур Генріхович
- з 19.04.2022[8] — в.о. Максимов Володимир Олексійович

## Особи, що навчаються
На всіх факультетах академії навчаються представники більше 30-ти закордонних держав.
Курсантське містечко складається з 4 корпусів гуртожитків і столового комплексу

## Бібліотека
Загальна площа бібліотеки — 687 м². У її структурі 4 відділи: навчальний, науковий, льотно-технічний і художній.

## Музейний комплекс
Музейний комплекс Льотної академії створений силами небайдужих людей і розвивається завдяки їм, сьогодні являє собою широку систему підрозділів, об'єднаних високою місією формування інтересу до авіації, пропаганді її досягнень, поваги до історії галузі й персоналіям, які зробили особистий внесок. Така робота, водночас із розширенням кругозору відвідувачів, спрямована на вдосконалення військово-патріотичного виховання молоді.
У складі музейного комплексу ЛА НАУ:
- Музей авіації [Архівовано 29 січня 2018 у Wayback Machine.], який функціонує з 1971 року у спеціально обладнаному критому приміщенні й містить експонати, які наочно свідчать про історію нашого навчального закладу та про розвиток авіації Кіровоградщини (крім моделей літаків, світлин, сувенірів з різних країн, нагород та подарунків, також тут знаходиться кабіна літака Ан-24, відкрита для відвідувачів та багато іншого);
- Сквер І.Кожедуба [Архівовано 29 січня 2018 у Wayback Machine.] (розташований безпосередньо за головним навчальним корпусом академії) був створений навкруги пам'ятного знака, встановленого 8 червня 2010 року на день 90-річчя тричі Героя Радянського Союзу Івана Микитовича Кожедуба "На пам'ять про подвиги тричі Героя Радянського Союзу Івана Микитовича Кожедуба у Кіровоградському небі та перебуванні його на Кіровоградщині. У сквері також розташовані кований пам'ятний знак, присвячений всім випускникам навчального закладу «Шпаківня назавжди», стенди з інформацією про видатних авіаторів, діяльність яких пов'язана з Кіровоградщиною, про країни-партнери «Кіровоградського льотного», про деякі літаки, що є гордістю українського авіапрому — АНТК ім. О. К. Антонова. У травні 2014 року в сквері урочисто відкрили меморіальну дошку, присвячену двічі Герою Радянського Союзу Амет-хану Султану, яку виготовлену для музейного комплексу на кошти, зібрані кримськими татарами;
- Алея авіаторів [Архівовано 29 січня 2018 у Wayback Machine.], закладену на день 100-річчя першого польоту в небо Єлісатветграда(зараз Кіровоград) — 8 вересня 2010 року. Територія від вул. Короленка до БК «Авіатор» під патронатом керівництва ЛА НАУ силами ентузіастів та волонтерів заповнюється експонатами, пов'язаними з кіровоградською авіацією. Тут вже розташовані реальні повітряні судна і моделі, стенди й креативні композиції, фонтан у вигляді літака, та багато іншого, що свідчить про повітряну техніку різних років, окремих авіаторів та колективи людей, закоханих у небо;
- Сквер Аеронавігації (розташований між другим навчальним корпусом та тренажерним центром ОПР), в день відкриття якого колективом льотної академії було встановлено рекорд України «Найбільша „Роза вітрів“, викладену аеронавігаційними вогниками». У сквері можна побачити виконані різними засобами «Розу вітрів» — символ аеронавігації, а також зразки реального аеронавігаційного обладнання, яке експлуатувалося на аеродромі «Кіровоград» у різні роки;
- Музейний комплекс історичного краєзнавства [Архівовано 29 січня 2018 у Wayback Machine.], створений кандитатом історичних наук, доцентом кафедри соціально-гуманітарних наук І. І. Романько;
- Клуб українсько-норвезького партнерства [Архівовано 29 січня 2018 у Wayback Machine.], відкритий у лютому 2015 року.

## Світлини

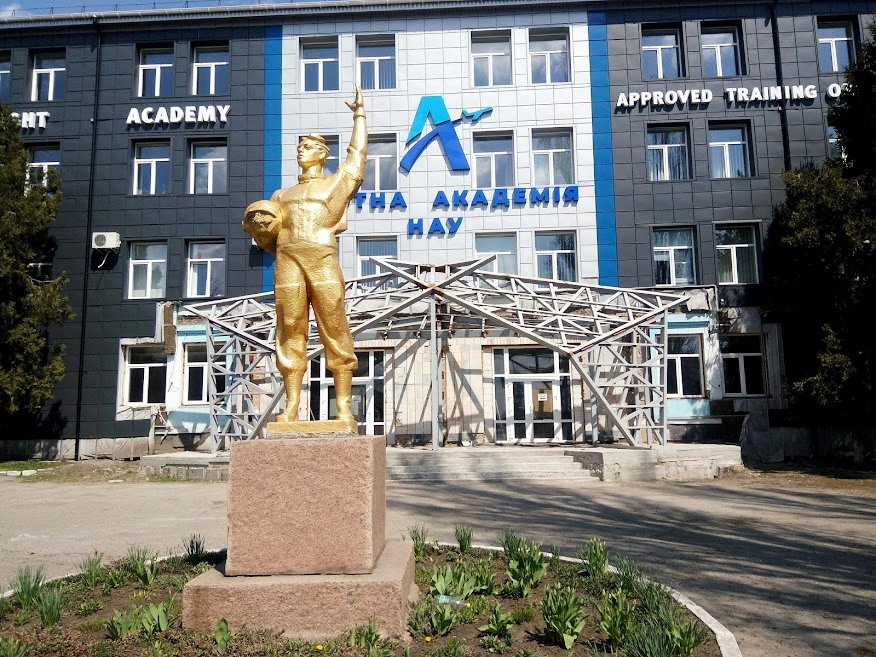
Скульптура льотчика біля входу в навчальний корпус
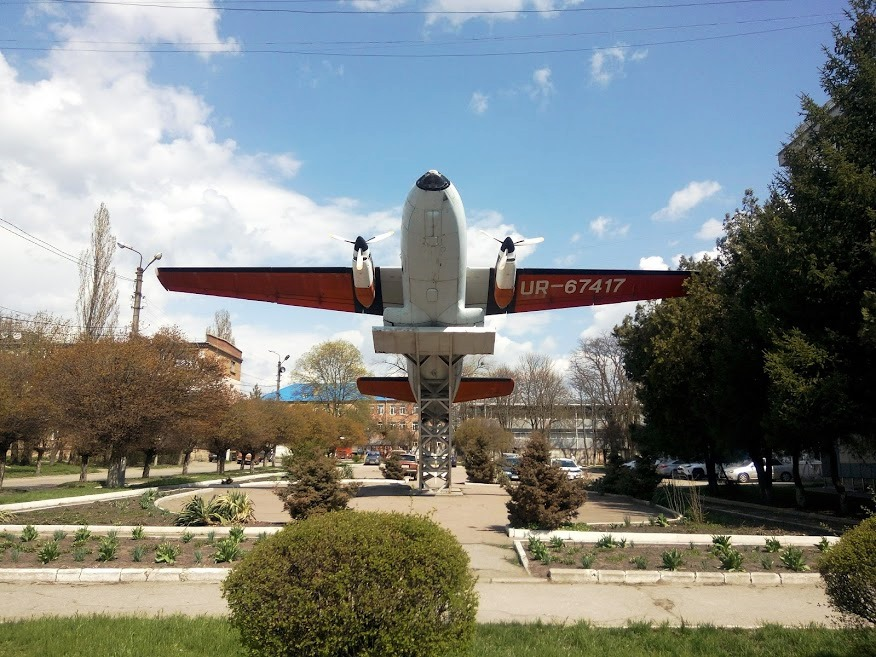
Літак Let L-410 Turbolet

## Відео
Flight Academy NAU